# Bathybela nudator
Bathybela nudator är en snäckart som först beskrevs av Étienne Alexandre Arnould Locard 1897.  Bathybela nudator ingår i släktet Bathybela och familjen Turridae. Inga underarter finns listade i Catalogue of Life.